# 佐護川
佐護川（さごがわ）は、上対馬北西部を流れ、佐護湾（対馬海峡西水道）へ注ぐ二級河川である。流域は長崎県対馬市に属する。
流域面積53.9km2は、対馬では仁田川に次ぐ2番目、長崎県の河川でも第7位の規模である。また下流域に広がる佐護平野は、山地がほとんどを占める対馬島内にあって珍しい平野部となっている。

## 流域
上対馬の最高峰・御嶽（標高479m）の北側斜面を水源とする。森林に覆われた山地に谷を刻み、蛇行しながら北西へ流れる。
中流域で標高50mを切り、佐護平野が広がりはじめる。深山・仁田ノ内・恵古の集落があり、西側から中山川と仁田ノ内川が合流する。下流域には井口・椋梨・友谷・湊の各集落があり、川は佐護平野の水田地帯の中を蛇行しながら佐護湾へ注ぐ。
流域には佐護白岳遺跡・クビル遺跡などの弥生時代の遺跡がある。

## 歴史
対馬府中藩による河川改修
佐護川はしばしば氾濫を起こし、特に中山川と仁田ノ内川が合流し蛇行する地点の被害が大きかった。対馬府中藩は、享保8年（1722年）に斎藤四郎次定輝を普請奉行とし、佐護川の改修を命じた。定輝は蛇行地点の内側にある辰ノ口の丘に掘割を造り、仁田ノ内川の流路を変えた。定輝の功績を称えた碑が川辺にある。

## 並行する道路

### 道路
- 国道382号 - 北東の佐須奈方面からの支流に並走し、深山・恵古の集落を通る。仁田ノ内川に並走して南西の仁田方面へ抜ける。

## 周辺施設
- 対馬野生生物保護センター - 河口域に近い佐護湾の外側・棹崎公園（さおざきこうえん）にある。